# Retorsion (Völkerrecht)
Retorsion im völkerrechtlichen Sinn bezeichnet eine Reaktion eines Völkerrechtssubjektes (vor allem eines Staates) mit grundsätzlich zulässigen Mitteln auf gegen es gerichtete feindliche Handlungen. Die Retorsion ist damit ein Spezialfall des Talion.
Retorsionen werden insbesondere im Bereich der internationalen Handelsordnung angewandt, wie sie in den Abkommen der Welthandelsorganisation (WTO) kodifiziert ist. In WTO-Streitschlichtungsverfahren kann dem klagenden Land das Recht auf Retorsion (durch handelsbeschränkende Maßnahmen) gegen das beklagte Land zugesprochen werden.